# دومينيكو بلان
دومينيكو بلان (بالفرنسية: Dominique Blanc )‏ (و. 1956  م) هي ممثلة مسرحية، وممثلة أفلام، من فرنسا، ولدت في ليون.

## التعليم
تعلمت في المعهد الوطني العالي للفنون الدرامية ‏، ومدرسة فلوران ‏.

## جوائز وترشيحات
حصلت على جوائز منها:
- جائزة سيزار لأفضل ممثلة، عن عمل: Stand-by  [لغات أخرى]‏ (2001)
- جائزة سيزار لأفضل ممثلة مساعدة، عن عمل: May Fools [الإنجليزية]‏ (1991).

ترشحت لـ:
- جائزة سيزار لأفضل ممثلة، عن عمل: The Other One (film) [الإنجليزية]‏ (2010)
- جائزة سيزار لأفضل ممثلة، عن عمل: Stand-by  [لغات أخرى]‏ (2001)
- جائزة سيزار لأفضل ممثلة مساعدة، عن عمل: May Fools [الإنجليزية]‏ (1991)
- César Award for Best Female Revelation [الإنجليزية]‏، عن عمل: The Woman of My Life [الإنجليزية]‏ (1987).

## وصلات خارجية
- دومينيكو بلان في قاعدة بيانات الأفلام على الإنترنت
- دومينيكو بلان على موقع IMDb (الإنجليزية)
- دومينيكو بلان على موقع روتن توميتوز (الإنجليزية)
- دومينيكو بلان على موقع ألو سيني (الفرنسية)
- دومينيكو بلان على موقع ميوزك برينز (الإنجليزية)
- دومينيكو بلان على موقع أول موفي (الإنجليزية)
- دومينيكو بلان على موقع قاعدة بيانات الأفلام السويدية (السويدية)
- دومينيكو بلان على موقع ديسكوغز (الإنجليزية)
- دومينيكو بلان على موقع قاعدة بيانات الفيلم (الإنجليزية)
- دومينيكو بلان على موقع كينوبويسك (الروسية)